# Angiotensina
Las angiotensinas son un conjunto de péptidos bioactivos derivados del angiotensinógeno, que causan vasoconstricción y un posterior aumento de la presión arterial. Son parte del sistema renina angiotensina aldosterona (RAS), que es un objetivo importante de los fármacos que disminuyen la presión arterial. Las angiotensinas también estimulan la liberación de aldosterona, una hormona, de la corteza adrenal. La aldosterona promueve la retención de sodio en la nefrona distal, en el riñón, que también aumenta la presión sanguínea.
Las angiotensinas son oligopéptidos que actúan como hormonas y dipsógenos. Se derivan de la molécula precursora angiotensinógeno, una globulina sérica producida en el hígado. Juegan un papel importante en el sistema renina angiotensina aldosterona. La primera angiotensina fue aislada de forma independiente en Indianápolis y Argentina a finales de los 1930s (como 'angiotonina' e 'hipertensina', respectivamente) y posteriormente caracterizada y sintetizada por grupos en los laboratorios de la Clínica Cleveland y Ciba en Basilea, Suiza.

## Precursor y tipos de angiotensina

### Angiotensinógeno
El angiotensinógeno es una α-2-globulina producida y liberada en la circulación sanguínea principalmente por el hígado. Es un precursor de la angiotensina, pero también se ha indicado que tiene muchas otras funciones no relacionadas con los péptidos de angiotensina. Es una proteína de la familia de las serpinas, aunque no es conocida por inhibir otras enzimas, a diferencia de la mayoría de las serpinas.
El angiotensinógeno es también conocido como sustrato de la renina. El angiotensinógeno humano es de 453 aminoácidos de longitud, pero otras especies tienen angiotensinógeno de diferentes tamaños. Los primeros 12 aminoácidos son los más importantes para su actividad.
Asp-Arg-Val-Tyr-Ile-His-Pro-Phe-His-Leu-Val-Ile-...
Los niveles plasmáticos de angiotensinógeno aumentan con los niveles plasmáticos de corticosteroides, estrógenos, hormona tiroidea y angiotensina II.

### Angiotensina I
Asp-Arg-Val-Tyr-Ile-His-Pro-Phe-His-Leu | Val-Ile-...

Sistema renina-angiotensina-aldosterona

Angiotensina I (CAS # 9041-90-1) se forma por la acción de la renina sobre el angiotensinógeno. La renina rompe el enlace peptídico entre los residuos leucina (Leu) y valina (Val) del angiotensinógeno, creando el péptido de diez aminoácidos (des-Asp) angiotensina I. La renina se produce en los riñones en respuesta a la actividad simpática renal, disminución de la presión arterial intrarrenal (<90 mmHg la presión arterial sistólica) en las células yuxtaglomerulares, o disminución de suministro de Na+ y Cl- a la mácula densa. Si menos Na+ es detectada por la mácula densa, se incrementa la liberación de renina por las células yuxtaglomerulares.
La angiotensina I existe básicamente como un precursor de la angiotensina II, aunque tiene propiedades vasoconstrictoras limitadas, no suficientes para regular la función circulatoria.

### Angiotensina II
Asp-Arg-Val-Tyr-Ile-His-Pro-Phe-His-Leu
La angiotensina I se convierte en angiotensina II (AII) a través de la eliminación de dos residuos C-terminales por la enzima convertidora de angiotensina (ECA), principalmente a través de ECA dentro del pulmón (pero también presente en las células endoteliales y las células epiteliales del riñón). La ECA encontrada en otros tejidos del cuerpo no tienen ningún papel fisiológico (La ECA tiene una alta densidad en el pulmón, pero la activación aquí no promueve la vasoconstricción, la angiotensina II está por debajo de los niveles fisiológicos de acción). La angiotensina II actúa como una hormona endocrina, autocrina/paracrina.
La ECA es objetivo de los fármacos inhibidores de ECA, que disminuyen la tasa de producción de AII. La angiotensina II aumenta la presión sanguínea mediante la estimulación de la proteína Gq en las células del músculo liso vascular (que a su vez activa un mecanismo dependiente de IP3 que conduce a un aumento en los niveles de calcio intracelular y, finalmente, causando la contracción). Además, la angiotensina II actúa en el intercambiador Na/H en los túbulos proximales del riñón para estimular la reabsorción de Na y la excreción de H que está acoplado a la reabsorción de bicarbonato. Esto da como resultado un aumento del volumen sanguíneo, presión y pH. Por lo tanto, los inhibidores de ECA son fármacos antihipertensivos importantes.
También se conocen otros productos de la escisión del ACE, de 7 o 9 aminoácidos de longitud; que tienen afinidad diferencial por los receptores de angiotensina, aunque su rol exacto todavía no está claro. La acción de la AII es objetivo de los fármacos antagonistas de los receptores de angiotensina II, que bloquean directamente los receptores de angiotensina II AT1.
La angiotensina II es degradada a la angiotensina III por angiotensinasas localizadas en los glóbulos rojos de la sangre y los lechos vasculares de la mayoría de los tejidos. Tiene una vida media en circulación de unos 30 segundos, mientras que, en el tejido, puede ser de hasta 15-30 minutos.

### Angiotensina III
Asp-Arg-Val-Tyr-Ile-His-Pro-Phe
La angiotensina III tiene 40% de la actividad presora de la angiotensina II, pero 100% de la actividad productora de aldosterona. Aumenta la presión arterial media.

### Angiotensina IV
Arg | Val-Tyr-Ile-His-Pro-Phe
La angiotensina IV es un hexapéptido que, como la angiotensina III, tiene algo de menos actividad.

## Efectos
Las angiotensinas II, III y IV tienen una serie de efectos en todo el cuerpo:

### Adípico
La angiotensina "modula la expansión de masa grasa a través de la regulación positiva de la lipogénesis del tejido adiposo ... y la regulación a la baja de la lipólisis".

### Cardiovascular
Son potentes vasoconstrictores directos, causando que las arterias y venas se contraigan aumentando la presión arterial.
La angiotensina II tiene un potencial protrombótico a través de la adhesión y agregación de las plaquetas y la estimulación de PAI-1 y PAI-2.
Cuando se estimula el crecimiento celular cardiaco, un sistema (autocrino-paracrino) renina-angiotensina local se activa en el miocito cardiaco, que estimula el crecimiento celular cardiaco a través de la proteína quinasa C. El mismo sistema se puede activar en las células musculares lisas en condiciones de hipertensión, aterosclerosis, o daño endotelial. La angiotensina II es el estimulador Gq más importante del corazón durante la hipertrofia, en comparación con los receptores adrenérgicos endotelina-1 y α1.

### Neural
La angiotensina II aumenta la sensación de sed (dipsógeno) a través del órgano subfornical del cerebro, disminuye la respuesta del reflejo barorreceptor, y aumenta el deseo por la sal. Aumenta la secreción de ADH en la pituitaria posterior y la secreción de ACTH en la pituitaria anterior. También potencia la liberación de norepinefrina por acción directa sobre las fibras simpáticas posganglionares.

### Suprarrenal
La angiotensina II actúa sobre la corteza suprarrenal, causando la liberación de aldosterona, una hormona que hace que los riñones retengan sodio y pierdan potasio. Los altos niveles plasmáticos de angiotensina II son responsables de los elevados niveles de aldosterona presentes durante la fase lútea del ciclo menstrual.

### Renal
La angiotensina II tiene un efecto directo en los túbulos proximales para aumentar la reabsorción de Na+. Tiene un efecto complejo y variable en la filtración glomerular y el flujo sanguíneo renal dependiendo de varios factores. El aumento de la presión arterial sistémica mantendrá la presión de perfusión renal; sin embargo, la constricción de las arteriolas aferentes y eferentes glomerulares tenderá a restringir el flujo sanguíneo renal. El efecto sobre la resistencia arteriolar eferente es, sin embargo, marcadamente mayor, en parte debido a su diámetro basal más pequeño; esto tiende a aumentar la presión hidrostática capilar glomerular y mantener la tasa de filtración glomerular (TFG). Un número de otros mecanismos puede afectar el flujo sanguíneo renal y la TFG. Altas concentraciones de angiotensina II pueden constreñir el mesangio glomerular, reduciendo el área para la filtración glomerular. La angiotensina II es un sensibilizador de la retroalimentación túbulo glomerular, previniendo un aumento excesivo de la TFG. La angiotensina II causa la liberación local de prostaglandinas, que, a su vez, antagonizan la vasoconstricción renal. El efecto neto de estos mecanismos que compiten en la filtración glomerular variará con el entorno fisiológico y farmacológico.
| Objetivo                            | Acción                            | Mecanismo |
| ----------------------------------- | --------------------------------- | --- |
| arteria renal & arteriola aferente  | vasoconstricción (más débil)      | CCVDs → influjo de Ca2+ |
| arteriola eferente                  | vasoconstricción (más fuerte)     | (probablemente) activa el receptor de angiotensina 1 → activación de Gq → ↑actividad PLC → ↑IP3 y DAG → activación del receptor IP3 en el SR → ↑Ca2+ intracelular |
| células mesangiales                 | contracción → ↓área de filtración | - activación de Gq → ↑actividad PLC → IP3 y DAG → activación del receptor IP3 en el SR → ↑Ca2+ intracelular - CCVDs → influjo de Ca2+ |
| túbulo proximal                     | ↑reabsorción de Na+               | - ajuste de fuerzas de Starling en los capilares peritubulares para favorecer el aumento de la reabsorción - contracción de las arteriolas eferentes → disminución de la presión hidrostática en los capilares peritubulares - contracción de la arteriola eferente → aumento de la fracción de filtración → aumento de la presión osmótica coloidal en los capilares peritubulares - aumento de la actividad del antiportador de sodio-hidrógeno |
| retroalimentación túbulo glomerular | ↑sensibilidad                     | aumento de la capacidad de respuesta de las arteriolas aferentes a las señales de la mácula densa |
| flujo sanguíneo medular             | ↓                                 | |